# 大いなる幻影
『大いなる幻影』（おおいなるげんえい、原題: La Grande Illusion）は、1937年に製作・公開されたフランス映画。
第一次世界大戦でのフランスとドイツの戦いを背景に、ドイツ軍捕虜となったフランス人の収容所生活と階級意識、彼らとドイツ人将校との国境を超える友情を描いて、人道主義的立場から戦争を鋭く批判した反戦映画である。ジャン・ルノワールが監督、ジャン・ギャバンが主演し、脚本はルノワールとシャルル・スパークが共同で執筆している。
作品は高く評価されて数々の映画賞を受賞、第11回アカデミー賞作品賞にもノミネートされた（後述）。
日本では、1938年に輸入されたものの検閲により上映禁止となり、第二次世界大戦後の1949年に公開が実現した。同年のキネマ旬報ベストテンでは第2位にランクインされている。

## あらすじ
第一次世界大戦の欧州戦線、ドイツ軍の捕虜となったフランス軍人、労働者のマレシャル中尉と貴族のド・ボアルデュー大尉は、ドイツ軍人ラウフェンシュタイン大尉や捕虜仲間でユダヤ人銀行家のローゼンタールなどと交流を深める。やがて祖国のために脱出を繰り返し、ボアルデューはラウフェンシュタインによって射殺され、マルシャルはローゼンタールとともにドイツ国内を逃げ回る。・・・その中で、民族とは、階級とは、戦争の悲惨さ、国家とは、などのさまざまなテーマが浮かび上がる。

## キャスト
※括弧内は日本語吹替（テレビ版・初回放送1967年3月27日『テレビ名画座』）
- マレシャル中尉：ジャン・ギャバン（早野寿郎）
- エルザ：ディタ・パルロ
- ド・ボアルデュー大尉：ピエール・フレネー（小山田宗徳）
- ラウフェンシュタイン大尉：エリッヒ・フォン・シュトロハイム
- ローゼンタール中尉：マルセル・ダリオ（永井一郎）
- カルティエ：ジュリアン・カレット

## スタッフ
- 監督：ジャン・ルノワール
- 助監督：ジャック・ベッケル
- 製作：アルベルト・ピンコヴィッチ（クレジットなし）、フランク・ロルメール（クレジットなし）
- 脚本：シャルル・スパーク、ジャン・ルノワール
- 音楽：ジョゼフ・コズマ
- 撮影：クリスチャン・マトラ
- 編集：マルト・ユゲ、マルグリット・ルノワール
- 装置：ウジェーヌ・ルリエ
- 衣装：ルネ・ドクレ

## 製作

### プリプロダクション
ルノアールは従来の戦争映画が、娯楽中心の安直な愛国精神を謳ったものばかりなのに不満を持ち、「戦闘員たちの真実の姿」を描く作品を作ろうと、自らの戦争体験（航空隊に所属し、空中から敵陣を撮影する偵察任務についていた。）を元に原型を作って行った。
初め「マルシャル大尉の脱出」との題で、スタッフ・キャストとも決定していたが、周囲の理解を得られず3年近くもお蔵入りしていた。悩んだルノアールは友人の監督ジュリアン・デュヴィヴィエに作品を譲ろうとしたが、こんな兵隊だらけの映画はつまらんと断られ、「仕方ない。私がつくるしかない。」と決めたと自伝で述べている。タイトルも容易に決まらず、撮影編集が済んだ時点で半ばいい加減な形で「大いなる幻影」と決められた。

### 撮影
ルノアールは徹底したリアリズムを用い、ギャバンに監督自身が着た軍服を用いるように言ったり、ドイツ側の資料には元ドイツ軍砲兵大尉で友人のカール・コッホ監督の協力を求めるなど、極力、第一次大戦の再現に務めた。だが、シュトロハイムの軍服を事実よりも華美にするなど、演出上いくつかの点では写実を排するなどし、その理由を「良い作品を作り上げるために、どうしてもその部分が夢の要素を幾分なりとも含んでいることが、私にとっては必要」だとルノアールは述べている。とくに捕虜収容所を舞台とした点では彼自身の映画のテーマでもある「人間同士の邂逅」を狙ったもので、その後の戦争映画に大きな影響を及ぼしている。

### シュトロハイムとの関係
キャストの中でも、もっとも存在感を出したのが、騎士道の権化のような軍人を演じたシュトロハイムであった。彼は、ルノアールの言葉を借りれば「ヘヴィー・ウェート級の巨人」のような重要な存在であった。元々シュトロハイムに対して崇拝にも近い念を抱いていたルノアールは、引き受けて貰えないだろうと思いつつ役のオファーを出したのだが、幸い引き受けて貰えたため、彼の演じる収容所長は、ギャバン、フレネーに負けないようにとそれまでの端役から重要な存在に書きかえられたほどである。
撮影に入ってからもルノアールはシュトロハイムに会えることを心待ちにしており、対面するなり、参考にしたいので何なりと意見を聞かせて欲しいと申し出たほどである。しかし、シュトロハイムの発言は彼の予想を遙かに超えた物だった。最初の撮影は、冒頭の酒保の場面でだったが、彼はどうして売春婦がいないのかと言い出したのだ。さらに、売春婦は役者ではダメだ本物でないと雰囲気が出ない、画面に映らなくても実際のように売春宿を隣に建てるべきだ、将校相手の売春婦は高級売春婦なのでそれなりの格好をさせなければいけない、そのためには下着一枚から最高級の物を用意しなければならないと捲し立てるように主張した（いずれも信じがたい話だが、実際に彼自身が過去に監督した作品で本当に行った演出方法である）。ルノアールはあまりのことに泣きだし「私にはとてもそこまでは出来ません。この作品は貴方にお譲りしますので、是非ご自分で監督なさってください」と申し出た。この態度には流石のシュトロハイムも恐縮して「この映画の監督は貴方なのだから、貴方の好きになさって良いのですよ。私は奴隷の従順さを持って指示に従いますから」と約束した。その後、シュトロハイムは長期のアメリカ在住でドイツ語をほとんど忘れてしまったにもかかわらず立派な演技をし、また演出に関しても適時、適切な助言を与え、その後のルノアールの演出方法に大きな影響を与えることとなった。
ルノアールの評価
「『大いなる幻影』は、一見きわめて厳密なリアリズムに依っているように見えながら、実は観る者を、事実の世界を越えた幻想の領域に導いていく様式化の傾向を含んでいるのだ。この夢に向かう途の数々、その大部分を私はシュトロハイムのお陰で見出した。この点について、シュトロハイムに対する私の感謝の念は尽きることがない。」
「天才が、現実そのままだが閃きのないコピーに打ち勝った。」(自伝より）

## 作品の評価

### 反響
発表当時センセーショナルな反響を呼び、ルーズベルト大統領は「世界の民主主義者は見るべきだ！」と称賛したが、ドイツ、イタリアなどのファシスト国家では反戦的人道的内容が批判され、ゲッベルスは「民衆に敵対する映画第一位」と批判、フランス国内でも上演禁止騒ぎが起こるなど賛否両論を引き起こした。（自伝によると、ムッソリーニは内容はともかくも、作品の芸術性を評価し、1939年、ルノアールを映画専門の教育機関「チェントロ・スペリメンターレ」に招いて講義してほしいと正式に申し入れた。フランス政府は当時中立を保っていたイタリアの機嫌を損ねたくないとの意向もあって、ルノアールはイタリアに向かって講義を行った。）

### ランキング
- 「映画史上最高の作品ベストテン」（英国映画協会『Sight & Sound』誌発表）
  - 1952年：「映画批評家が選ぶベストテン」第13位
  - 1962年：「映画批評家が選ぶベストテン」第20位
  - 1972年：「映画批評家が選ぶベストテン」第18位
  - 1982年：「映画批評家が選ぶベストテン」第32位
  - 1992年：「映画批評家が選ぶベストテン」第29位
  - 2002年：「映画批評家が選ぶベストテン」第38位
  - 2012年：「映画批評家が選ぶベストテン」第73位
  - 2012年：「映画監督が選ぶベストテン」第59位
- 1958年：「世界映画史上の傑作12選（英語版）」（ブリュッセル万国博覧会発表）第5位
- 2008年：「史上最高の映画100本」（仏『カイエ・デュ・シネマ』誌発表）第65位
- 2010年：「史上最高の外国語映画」100本」（英『エンパイア』誌発表）第35位[2]
- 2010年：「エッセンシャル100」（トロント国際映画祭発表）第21位

以下は日本でのランキング
- 1980年：「外国映画史上ベストテン（キネマ旬報戦後復刊800号記念）」（キネマ旬報発表）第5位
- 1988年：「大アンケートによる洋画ベスト150」（文藝春秋発表）第5位
- 1989年：「外国映画史上ベストテン（キネ旬戦後復刊1000号記念）」（キネ旬発表）第7位
- 1995年：「オールタイムベストテン・世界映画編」（キネ旬発表）第10位
- 1999年：「映画人が選ぶオールタイムベスト100・外国映画編（キネ旬創刊80周年記念）」（キネ旬発表）第19位
- 2009年：「映画人が選ぶオールタイムベスト100・外国映画編（キネ旬創刊90周年記念）」（キネ旬発表）第59位

### 受賞歴
- 受賞
  - ヴェネツィア国際映画祭芸術映画賞
  - ナショナル・ボード・オブ・レビュー外国映画賞
  - ニューヨーク映画批評家協会賞最優秀外国語映画賞
- ノミネーション
  - ヴェネツィア国際映画祭ムッソリーニ杯（外国映画大賞）
  - 第11回アカデミー賞作品賞

## フィルムの復元
パリ占領後にはネガフィルムがドイツに持ち去られ行方不明となり、その後の戦火の中で完全版は消失した。戦後残された不完全版が公開されたが、反独感情の残る国々からは敵国同士の交流を描いた内容が不謹慎として批判されるなど、名作にもかかわらずこの作品は政治の荒波の中で翻弄された。ルノアール自身「この映画で我が名声は上がったが、どれだけ誤解を招いたか。」と自伝で述べている。
不完全版に不満を持ったルノアールは復元版を完成させるべく、シネマテーク・フランセーズのルネ・リヒテイグの協力を得、1958年に新たに発見されたネガをもとに「完全版」を作り上げ、パリで公開された。この年の「国際優秀映画祭」（ベルギーで開催。上述「ランキング」参照）では5位に入賞し、新たにその価値が見直された。
1976年（昭和51年）、東京岩波ホールでルノアール編集の完全版が公開された。
さらにソ連崩壊後、ネガフィルムがモスクワのフィルム・アーカイブで発見され（敗戦直後、ナチス高官が保管していたのを持ち去ったと言われている。）復元後、オリジナル完成時の姿で公開された。

## 参考資料
- ジャン・ルノアール『自伝』西本栄二訳、みすず書房、1977年